# ضورليم

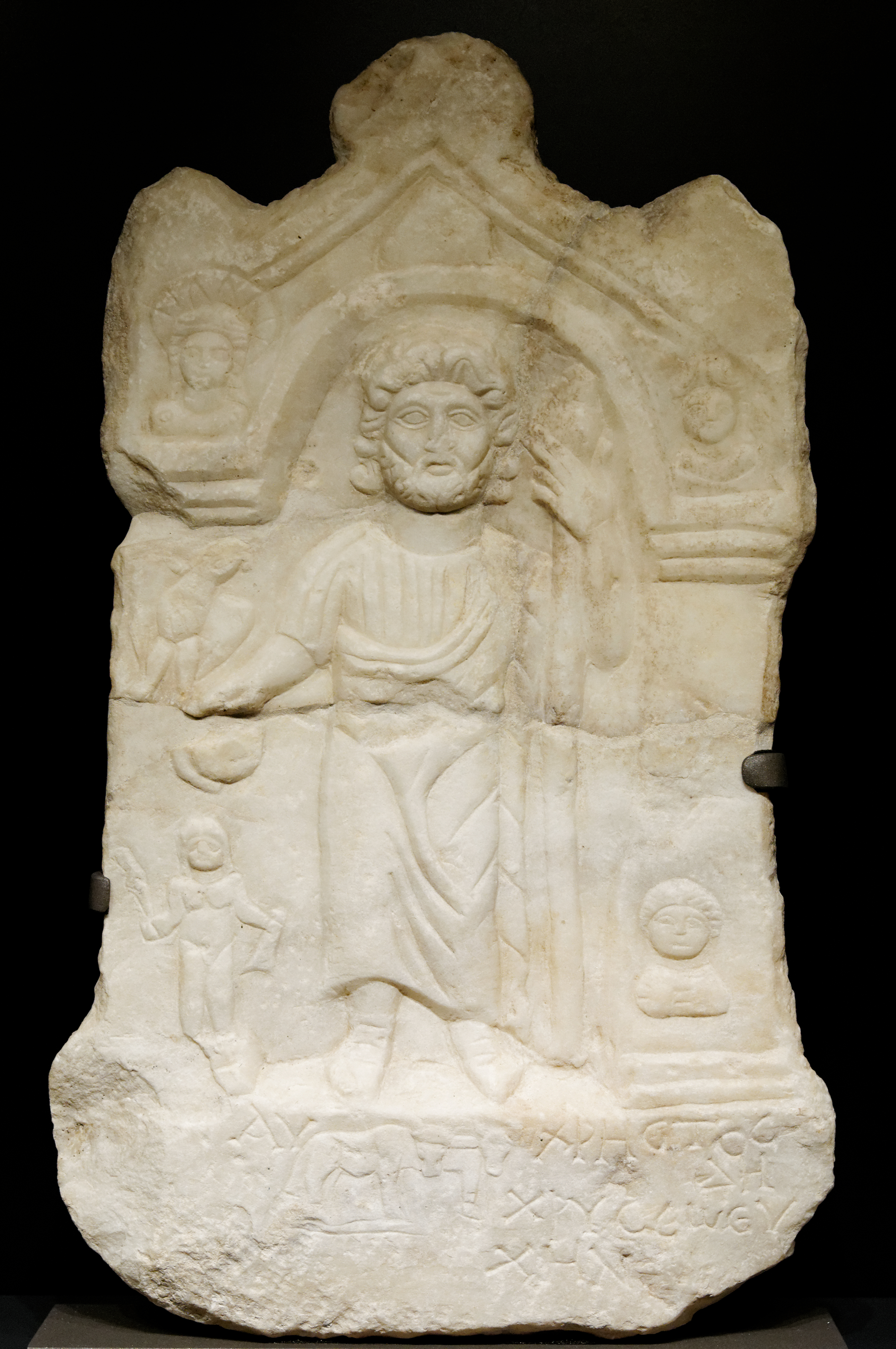
لوح تذكاري مخصصة ل زيوس Chryseos،في القرن الثالث الميلادي، ضورليم

ضورليم أو دوريلايوم أو دوريلايون ((بالتركية :Şarhöyük)، (باليونانية: Δορύλαιον)‏)، مدينة قديمة في الأناضول، وهي الآن موقع أثري يقع بالقرب من مدينة إسكي شهر، بتركيا.
كان موقعها الأصلي يقع حوالي 10 كم جنوب غرب إسكي شهر، في مكان يعرف الآن باسم كاراجا حصار ؛ حيث نُقلت إلى موقع شمال إسكي شهر الحديثة نهاية القرن الرابع قبل الميلاد.

## التاريخ
في القرن الثالث الميلادي، كانت مهددة بالغارات القوطية، عندما كانت الجيوش الروماني متمركزًا في آسيا الصغرى وقواتها البحرية أنتقلت غربًا من مدينة سينوب الشمالية، لذلك تركت المقاطعات مكشوفة لدى القوط، الذين عبروا منطقة عبر الدانوب على البحر الأسود. عندما كانت المدينة تحت التهديد، استخدم الناس التماثيل المخصصة لبناء جدارهم بشكل أسرع، مما يشير إلى اندفاعهم لحماية أنفسهم ضد الغزاة. (انظر ميتشل - الأزمة والاستمرارية (1993) صفحة 236)
بعد معركة ملاذكرد الكبرى عام 1071، فتحها السلاجقة الأتراك، حيث كان هذا الانتصار لهُ دوراً مهماً في ضعضعة الحكم البيزنطي في الأناضول وأرمينيا، وتوسعت الدولة السلوجقية تدريجياً إلى لأناضول.
كانت ضورليم موقعًا لمعركتين خلال الحروب الصليبية. في عام 1097، خلال الحملة الصليبية الأولى، هزم الصليبيون السلاجقة هناك وكان أول انتصار كبير لهم، إلا أن السلاجقة ردت الإعتبار خلال الحملة الصليبية الثانية في معركة ضورليم الثانية، والتي أنهت فعليًا المساهمة الألمانية في الحملة الصليبية.
في عام 1175، قام الإمبراطور البيزنطي مانويل الأول كومنينوس بتحصين ضورليم إلى أن استعاد السلاجقة السيطرة عليها في عام 1176 بعد معركة ميريوكيفالون. يشير المؤرخ البيزنطي المعاصر نيكيتاس شوناتس إلى أن مانويل لم يدمر تحصينات ضورليم، كما وافق على ذلك كجزء من المعاهدة التي تفاوض عليها مع السلطان السلجوقي التركي قلج أرسلان الثاني مباشرة بعد ميريوكيفالون. لم يكن رد السلطان على هذا التطور هجومًا مباشرًا على ضورليم ولكن إرسال جيش كبير لتدمير وادي ميندر الغني إلى الجنوب.
في عام 1240 فتحها العثمانيين.
وصف الكاتب أبو الحسن الهروي (توفي عام 1215) ضورليم بأنها مكان الينابيع الطبية الساخنة على طول الخط الحدودي للأراضي البيزنطية.